# Локач-Великий
Локач-Великий (пол. Łokacz Wielki) — село в Польщі, у гміні Кшиж-Велькопольський Чарнковсько-Тшцянецького повіту Великопольського воєводства.
Населення — 246 осіб (2011).
У 1975-1998 роках село належало до Пільського воєводства.

## Демографія
Демографічна структура станом на 31 березня 2011 року:
|          | Загалом | Допрацездатний вік | Працездатний вік | Постпрацездатний вік |
| -------- | ------- | ------------------ | ---------------- | -------------------- |
| Чоловіки | 118     | 29                 | 79               | 10                   |
| Жінки    | 128     | 33                 | 74               | 21                   |
| Разом    | 246     | 62                 | 153              | 31                   |